# NETWORK™ -Easy Listening-
『NETWORK™ -Easy Listening-』（ネットワーク・イージー・リスニング）は、2004年3月24日にリリースされたTM NETWORKの10thアルバム。TM NETWORKデビュー20周年にあわせて発売された。2024年1月17日にリマスター版が再発売された
。

## 解説
「オリジナル・フルレングス・アルバム」と帯には書かれているが、旧曲のリミックス曲が3曲、先行シングルとして発売された「SCREEN OF LIFE」、「CASTLE IN THE CLOUDS」がそのC/Wを含めて収録されているため、このアルバム用に書き下ろされた曲はインスト2曲を含めて3曲しかない。
このアルバムでは前作のプログレから一新し、トランス色が強い音に仕上がっている。このアルバムを引っさげたライブツアーDOUBLE-DECADE TOUR NETWORKで演奏された「JUST ONE VICTORY (OFFENSIVE VERSION)」、CD未発売の新曲「GREEN DAYS」はこのトランスの流れを汲んでいる。また、「SCREEN OF LIFE」、「PRESENCE」は、思春期の少年の思いを書いた歌詞が多いTM NETWORKの楽曲の中では珍しく、団塊の世代に向けたメッセージソングとなっている。

## 録音
旧曲のリミックスの選曲に際しては「時代性が濃い曲は入れずに、先行シングルや新曲と同居でき、且つライブでも楽しめる曲」を意識した。リミックス作業も姿勢は「アレンジ」というよりは「元のデータのアップグレード・修正・新たな機能の追加」に近く、デビュー当時から、コンピューターのある環境があったからこそできる発想だった。
シンセサイザーはIndigo2・Virus KC・Virus Indigo2 Redbackを主力とし、ピアノやパッド系の音にはRoland Fantom-S・Nord Lead2、リズムにはACID、キック・スネア・ハイハットにはElektron MACHINEDRUM SPS-1を使用している。
エレクトリックギターのパートはギターの音源をそのまま使わず、コンピューターで必要な音を必要な箇所に切り貼りする様に編集していったため、弾いているギタリストですら完成形はイメージできなかった。
バックトラックの全てのパートを小室の当時の自宅を兼ねたスタジオで録り、歌入れのみROJAM STUDIOで行われた。
今作のアレンジに合わせて、歌詞が浮き出て目立ち過ぎるのを防ぐために、宇都宮は抑揚を付けずにフラットで平坦な歌い方を通した。

## 音楽性とテーマ
歌詞のコンセプトは「男の視点から見た世代間の事を考えさせられるような歌詞を書く」ことにより、上の世代にエールを送り、下の世代に（当時メンバーの3人とも同じ世代に近かった）50代・団塊の世代がどういうものかを語ることを目指し、音からも自然に入れる様にした。木根は「『大人になるのも悪くない｣と思ってくれたら嬉しい。僕もそうだったけど、10代の頃は30～40代の自分が想像つかないでしょ。でも思っていたより悪くないよ、いいものだよ、見えなかったものが見えてくるよ」と語り、小室は「固くならずにBGMとして、掃除のときに楽しんでもらえると思う」と話している。
サウンドコンセプトを小室は「J-TRANC」「トランシー」と呼び、トランスに馴染みのない視聴者にもわかってもらえるようにした。モデルとしては、ポール・モーリア、リチャード・クレイダーマンのイージーリスニングの作品群を意識した。

## 収録曲
| #         | タイトル                                                | 作詞       | 作曲      | 編曲             | 時間  |
| --------- | ------------------------------------------------------- | ---------- | --------- | ---------------- | ----- |
| 1.        | 「SCREEN OF LIFE -EXTENDED MIX-」                       | 小室哲哉   | 小室哲哉  | 小室哲哉         | 8:04  |
| 2.        | 「LOVE TRAIN -EXTENDED MIX-」                           | 小室哲哉   | 小室哲哉  | 小室哲哉         | 5:56  |
| 3.        | 「PRESENCE」                                            | 小室哲哉   | 小室哲哉  | 小室哲哉         | 4:38  |
| 4.        | 「CASTLE IN THE CLOUDS -ALBUM MIX-」                    | 小室みつ子 | 小室哲哉  | 小室哲哉・吉田建 | 5:57  |
| 5.        | 「風のない十字路 -ALBUM MIX-」                          | 小室みつ子 | 木根尚登  | 小室哲哉・吉田建 | 6:10  |
| 6.        | 「TAKE IT TO THE LUCKY (金曜日のライオン) -ALBUM MIX-」 | 小室哲哉   | 小室哲哉  | 小室哲哉         | 6:35  |
| 7.        | 「君がいる朝 -ALBUM MIX-」                              | 小室みつ子 | 木根尚登  | 木根尚登・吉田建 | 7:59  |
| 8.        | 「TIME TO COUNT DOWN -LABO MIX-」                       | 小室みつ子 | 小室哲哉  | 小室哲哉         | 5:08  |
| 9.        | 「nuworld」                                             |            | 小室哲哉  | 小室哲哉         | 8:26  |
| 10.       | 「COME CLOSER」                                         | 小室哲哉   | 小室哲哉  | 小室哲哉         | 6:28  |
| 合計時間: | 合計時間:                                               | 合計時間:  | 合計時間: | 合計時間:        | 65:21 |

## 曲解説
1. SCREEN OF LIFE -EXTENDED MIX-
36thシングル『NETWORK™』の1曲目。アルバムバージョンとなっている。
2. LOVE TRAIN -EXTENDED MIX-
25thシングルリミックスバージョン。葛城哲哉による「Love Train」コーラス部分が非常に大きく強調されている。
2003年9月に行われたファンイベント「LIVE IN NAEBA'03 -FORMATION LAP-」で用意した音源を改めてスタジオで録音した[4]。
3. PRESENCE
本作オリジナル楽曲。「『アイデンティティー』より『存在意義』」「団塊の世代・悩みを抱える若者・社会」[2]「『夢・希望を持とう!』という曲もあるけど、それを持つのが一番大切なわけじゃなく、『今、ここに誰かいてくれるだけでいい』のが大切」[3]を含めてのメッセージを匂わせた。
4. CASTLE IN THE CLOUDS -ALBUM MIX-
35thシングル。アルバムバージョンとなっている。
5. 風のない十字路 -ALBUM MIX-
36thシングル『NETWORK™』の3曲目。アルバムバージョンとなっている。
6. TAKE IT TO THE LUCKY (金曜日のライオン) -ALBUM MIX-
36thシングル『NETWORK™』の2曲目。アルバムバージョンとなっている他、リフレインのボーカル部分がシングル版と比較して省略されている。
7. 君がいる朝 -ALBUM MIX-
35thシングル「CASTLE IN THE CLOUDS」のカップリング曲。アルバムバージョンとなっている。
8. TIME TO COUNT DOWN -LABO MIX-
小室の「ハードディスク上にデータとして残っていたから」「原曲のBPMが150あって、トランスに向いていたから」という理由でリミックスを制作した[3]。
22ndシングルのリミックスバージョン。原曲版のイントロ部分のメロディを強調したリミックスとなっており、ボーカルはラストの１サビのみで直後にフェードアウト[注釈 3]する。
9. nuworld
本作オリジナル楽曲。「DOUBLE-DECADE TOUR "NETWORK"」で披露する時に歌詞を乗せるアイディアがあった[2]。
10. COME CLOSER
本作オリジナル楽曲。

## クレジット

### レコーディングメンバー
- 小室哲哉 : Keyboards, Synthesizer & Vocals
- 宇都宮隆 : Vocals
- 木根尚登 : Guitar & Vocals
- 葛城哲哉 : Guitars (#4以外）, Chorus(#2)

CASTLE IN THE CLOUDS (#4)
- 土方隆行 : Guitars
- 吉田建 : Bass、Synth Bass
- 富樫春生 : Keyboards
- 溝口和彦 : Synthesizer Programming

風のない十字路 (#5)
- 国吉良一 : Keyboards
- 小室みつ子 : Chorus
- 溝口和彦 : Synthesizer Programming

君がいる朝 (#7)
- 小室みつ子 : Chorus
- 溝口和彦 : Synthesizer Programming

### スタッフ
- Mixed : Dave Ford
- Additional Production : Dave Ford (#4)
- Additional Production : Dave Dord & Ian Curnow (#5,#7)
- Mastered : 前田康二
- Recording Engineer : 伊東俊郎, 淺野浩伸, 若公俊広, 佐竹央行
- Protool Editing & Operation : 岩佐俊秀
- Art Direction : 高橋伸明
- Design : つるはたかあき
- A&R : 和泉かな
- Chief A&R : 笠井陽介
- General Producer : 坂内光夫, Sam Nagashima, 立岡正樹, 石坂健一郞
- Executive Producer : 大﨑洋, 橋爪健康